# Battaglia di Blore Heath
La battaglia di Blore Heath ebbe luogo il 23 settembre 1459 a Blore Heath, Staffordshire, durante la Guerra delle Due Rose. Blore Heath è un'area agricola scarsamente popolata a due miglia a est della città di Market Drayton nello Shropshire e vicino alle città di Market Drayton e Loggerheads nello Staffordshire.

## Antefatti
Dopo la prima battaglia di St Albans nel 1455, in Inghilterra si tenne una pace precaria. I tentativi di riconciliazione tra le case di Lancaster e York ebbero un successo marginale. Tuttavia entrambe le parti divennero sempre più diffidenti e nel 1459 reclutarono attivamente sostenitori armati. La regina Margherita d'Angiò continuò a raccogliere sostegno per il re Enrico VI tra i nobili, distribuendo l'emblema di un cigno d'argento a cavalieri e scudieri da lei arruolati personalmente, mentre il comando York sotto il duca di York stava trovando molto sostegno anti-reale nonostante la punizione severa per aver alzato le armi contro il re.
La forza Yorkista con sede al castello di Middleham nello Yorkshire (guidata dal conte di Salisbury) aveva bisogno di collegarsi con il principale esercito yorkista al castello di Ludlow nello Shropshire. Mentre Salisbury marciava a sud-ovest attraverso le Midlands, la regina ordinò a Lord Audley di intercettarli.

## La battaglia
Audley scelse l'arida landa di Blore Heath per tendere un'imboscata. La mattina del 23 settembre 1459 (giorno di Santa Tecla), una forza di circa 10 000 uomini prese una posizione difensiva dietro una "grande siepe" sul confine sud-occidentale di Blore Heath, di fronte alla direzione di Newcastle-under-Lyme verso il nord-est, la direzione da cui si stava avvicinando Salisbury.
Gli esploratori York individuarono gli stendardi dei Lancaster sopra una siepe e avvertirono immediatamente Salisbury. Quando emersero dal bosco, la forza degli York di circa 5000 uomini si rese conto che una forza nemica molto più grande stava aspettando il loro arrivo. Salisbury, invece di sciogliere o ritirare il suo esercito, dispose immediatamente le sue truppe in ordine di battaglia, appena fuori dalla portata degli arcieri Lancaster. Per proteggere il suo fianco destro, organizzò i carri di rifornimento in un laager difensivo, una formazione circolare per fornire copertura agli uomini. Temendo una disfatta, si dice che i soldati York abbiano baciato il terreno sotto di loro, supponendo che questo fosse il terreno su cui avrebbero incontrato la loro morte.
I due eserciti erano separati da circa 300 metri sulla brughiera arida. Tra di loro scorreva un ruscello scosceso, ampio e impetuoso. Il ruscello rendeva la posizione di Audley apparentemente impenetrabile.
Inizialmente entrambi i leader hanno cercato senza successo di parlare nel tentativo di evitare spargimenti di sangue. In linea con molte battaglie tardo medievali, il conflitto si aprì con un duello di tiro con l'arco tra gli archi lunghi di entrambi gli eserciti. A Blore Heath, questo si è rivelato inconcludente a causa della distanza tra le due parti.
Salisbury consapevole che qualsiasi attacco attraverso il ruscello sarebbe stato suicida, utilizzò uno stratagemma per incoraggiare il nemico ad attaccarlo. Ritirò parte del suo esercito intermedio abbastanza lontano da far credere ai Lancaster che si stessero ritirando. I Lancaster allora lanciarono una carica di cavalleria, mentre Salisbury ordinò ai suoi uomini di tornare indietro e catturare i nemici mentre tentavano di attraversare il ruscello. È possibile che l'ordine per questa carica non sia stato dato da Audley ma ha avuto l'effetto di ribaltare la bilancia a favore di Salisbury. La carica ha provocato pesanti perdite per i Lancaster.
I Lancasteriani si ritirarono, e poi fecero un secondo assalto, forse tentando di recuperare le vittime. Questo secondo attacco ebbe più successo del precedente e ciò portò ad un periodo di intensi combattimenti in cui lo stesso Audley fu ucciso, forse da Sir Roger Kynaston di Myddle e Hordley.
Il conte di Salisbury, che conosceva i trucchi, le strategie e le politiche degli affari bellici, tornò improvvisamente e si incontrò presto con Lord Audley e i suoi principali capitani, prima che il residuo del suo esercito potesse passare l'acqua. La lotta è stata dolorosa e terribile. Il conte che desiderava salvare la sua vita mentre i suoi avversari che bramavano la sua distruzione, combatterono duramente per ottenere il loro scopo, ma in conclusione, l'esercito del conte, come uomini disperati di ricevere aiuto e soccorso, combatterono così ardentemente che uccisero Lord Audley, e tutti i suoi capitani, e sconfisse tutto il resto della sua gente...
La morte di Audley significò che il comando dei Lancaster passò al secondo in comando, Lord Dudley, che ordinò un attacco a piedi con circa 4000 uomini. Poiché anche questo attacco fallì, circa 500 lancasteriani si unirono al nemico ed iniziarono ad attaccare la propria parte. A questo punto, tutta la resistenza rimanente dei Lancaster crollò e gli York dovettero solo avanzare per completare la rotta.
La rotta continuò per tutta la notte, con gli York che inseguivano il nemico in fuga per miglia attraverso la campagna. Almeno 2000 Lancaster furono uccisi, con gli York che ne persero quasi 1000.

## Conseguenze
Salisbury era preoccupato che i rinforzi dei Lancaster fossero nelle vicinanze ed era desideroso di spingere verso sud a Ludlow. Si accampò su una collina vicino a Market Drayton, che in seguito prese il nome di Salisbury Hill. Secondo la Gregory's Chronicle, Salisbury impiegò un frate locale per rimanere a Blore Heath per tutta la notte e per scaricare periodicamente un cannone per ingannare tutti i Lancaster nelle vicinanze facendogli credere che la lotta stesse continuando.
Audley è sepolto nell'abbazia di Darley nel Derbyshire.

## Commemorazioni

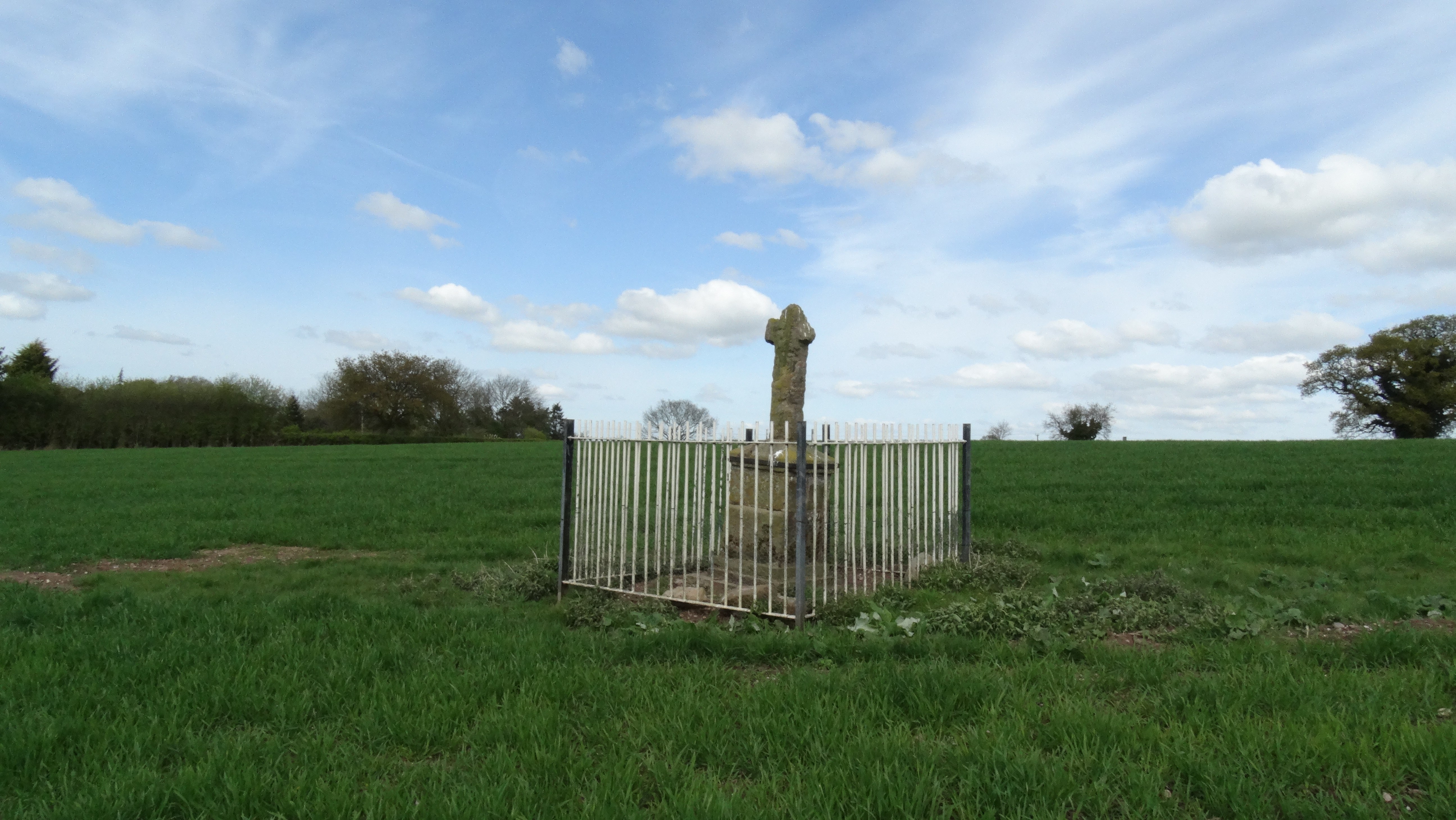
Audley's Cross

Audley's Cross fu eretta a Blore Heath dopo la battaglia per contrassegnare il punto in cui Audley fu ucciso. Fu sostituita con una croce di pietra nel 1765.
La battaglia è stata commemorata anche da una rievocazione di ogni anno a settembre a Blore Heath fino al 2010.